# Abraham a Sancta Clara
Abraham a Sancta Clara (2 de juliol de 1644-1 de desembre de 1709), fou un predicador alemany nascut en Kreenheinstetten, Àustria, prop de Messkirch. El seu veritable nom era Johann Ulrich Megerle. No ha de confondre's amb el seu oncle Abraham Megerle, compositor (1607-1680).
En 1662 ingressa en l'ordre catòlica dels Agustins Descalços. Una vegada dins de la congregació es canvia el nom pel qual serà conegut a partir d'aquest moment. En aquesta ordre va ascendint de càrrec fins a convertir-se en prior provincial i finalment definitor de la seva província.
Des del principi va obtenir una gran reputació per la seva eloqüència des del púlpit, sent designat predicador de la cort imperial de Viena el 1669.
La gent es reunia per sentir-ho, atret per la força de la seva llengua, el grotesc d'humor, i la severitat imparcial amb la qual va criticar les bogeries de totes les classes de la societat i de la cort particularment. En general, va parlar com un home del carrer, la qualitat predominant del seu estil, que era de desbordar, i tenia un enginy sovint gruixut. Hi ha, no obstant això, molts passos en els seus sermons en els quals utilitza un llenguatge de major qualitat amb unes idees més cultes.
Va morir a Viena l'1 de desembre de 1709.
En els seus escrits publicats va exhibir moltes de les qualitats que també va expressar en el púlpit. Potser el seu millor estil apareix en la novel·la didàctica titulada Der Erzschelm de Judas (4 vols., Salzburg, 1686-1695).
Els seus treballs han estat diverses vegades reproduïts sencera o parcialment, encara que amb moltes interpolacions falses. La millor edició és la publicada en 21 volums a Passau i Lindau (1835-1854). Veure Th. G von Karajan, Abraham a Sancta Clara (Vienna, 1867); Blanckenburg, Studien über die Sprache Abrahams a S. C. (Trobi, 1897); Sisè, Abraham a S. C. (Sigmaringen, 1896); Schnell, Pater A. a S. C. (Múnic, 1895); H Mareta, Über Judes d. Erzschelm (Vienna, 1875).

## Obres
- Der alte Hafen scheppert - 1672 - eLibrary Projekt (- eLib - texto en alemán) Arxivat 2007-09-29 a Wayback Machine.
- Österreichisches Deo Gratias - 1688 - eLibrary Projekt (- eLib - texto en alemán) Arxivat 2007-09-29 a Wayback Machine.
- Wunderlicher Traum von einem großen Narren-Nest - 1703 - eLibrary Projekt (- eLib - texto en alemán) Arxivat 2007-09-29 a Wayback Machine.